# Jennifer Ehle
Jennifer Ehle (* 29. prosince 1969) je americká divadelní i filmová herečka. Je nositelkou mnoha ocenění za svoji divadelní i filmovou tvorbu. Mezi její nejslavnější hollywoodské role patří například Králova řeč (2010), Nákaza (2011), RoboCop (2014) nebo trojice filmové série Padesát odstínů (Padesát odstínů šedi, 2015; Padesát odstínů temnoty, 2017 a Padesát odstínů svobody, 2018).

## Televizní role
- 1995 Pýcha a předsudek, šestidílný televizní seriál BBC - role: Elizabeth Bennet